# Deltochilum furcatum
Deltochilum furcatum là một loài bọ cánh cứng trong họ Bọ hung (Scarabaeidae).